# Àrea metropolitana de Guadalajara

Delimitació de l'àrea metropolitana de Guadalajara

L'Àrea metropolitana de Guadalajara és la segona àrea metropolitana més gran de Mèxic amb 4,1 milions d'habitants. Es troba a la regió occidental del país, a l'estat de Jalisco. Està integrada pels municipis de Guadalajara, Zapopan, Tlaquepaque, Tonalá, Tlajomulco de Zúñiga, El Salto, Ixtlahuacán de los Membrillos i Juanacatlán. Els municipis més poblats són Guadalajara amb 1,6 milions d'habitants, i Zapopan, amb 1,2 milions d'habitants.
L'àrea metropolitana no és una entitat administrativa, ans cada municipi és una entitat autònoma amb un ajuntament propi. Tot i així, hi ha un Consell Metropolità (Consejo Metropolitano en castellà) i un cos de policia anomenat «Metropolicía», que depèn de l'administració de cada municipi, encarregada de la vigilància i protecció dels sis municipis centrals. El Metro de Guadalajara, connecta els tres municipis centrals.